# پالرمو
پالِرمو (به ایتالیایی: Palermo) شهر اصلی و مرکز ناحیه خودمختار سیسیل و نیز مرکز شهرستان پالرمو در ایتالیا است. مساحت آن ۴۹۹۲ کیلومتر مربع و سکنه آن بالغ بر ۱٬۲۳۴٬۰۰۰ نفر می‌باشد. پالرمو شهری تاریخی است که قدمت آن به دوهزار و هفتصد سال می‌رسد.
پالرمو در دامنه مونته پلگرینو* واقع شده و در ساحل شمالی جزیره سیسیل قرار دارد.
این شهر دارای دانشگاه (تأسیس‌شده در ۱۸۰۵) به نام دانشگاه پالرمو، بنیاد علوم، فرهنگستان موسیقی و دانشسرای تربیت معلم، رصدخانه و برج هواشناسی، کتابخانه، موزه و بندرگاه می‌باشد.
این شهر مرکز تجارت محصولات کشاورزی جزیره می‌باشد و کارخانه‌های آن در زمینه محصولات غذایی، فولادسازی، کشتی سازی، محصولات چرمی، شیشه، شیمیایی، سیمان، پارچه بافی و کاغذ در آن فعالیت می‌کنند.
پالرمو از مراکز مهم سیر و سفر بوده و دارای نمایشگاه بین‌المللی است. این شهر دارای ساختمانهای تاریخی و آثار باستانی متعدد می‌باشد که در دوره حکومت نورمان‌ها در سده یازدهم و دوازدهم میلادی تا سده هیجدهم ساخته شده‌اند.

## تاریخ
پالرمو یا پانورموس (نام باستانی) به وسیله مستعمره‌نشین‌های فنیقی‌ها بنیانگذاری شد و در آن زمان با نام «زیز» (به معنی گُل) معروف بود. این نام به خاطر حاصلخیز بودن زمین‌های پیرامون شهر به آن داده شده‌بود. یونانی‌ها که کوچ‌نشین مهمی را در منطقه ایجاد کرده بودند شهر زیز را پانورموس می‌نامیدند که «بندرگاه کامل» معنی می‌دهد.
پانورموس در سال (۲۵۴ پیش از میلاد) به‌تصرف رومیان درآمد.
طی سال‌های ۴۰۸، ۴۰۶، و ۳۹۱ ناوگان سیراکوز و دیگر کوچ‌نشین‌های یونانی منطقه کوشیدند پالرمو را از کنترل کارتاژها درآورند.
پالرمو اما، برخلاف بسیاری از دیگر شهرهای سیسیل هیچگاه تحت انقیاد یونانی‌ها درنیامد اما نزدیک به مرز منطقه یونانی‌زبان قرار داشت. پیروس اپیروسی، از شاهان منطقه اپیروس یونان، در سال ۲۷۵ پیش از میلاد موفق شد پالرمو را مدتی در کنترل خود بگیرد.

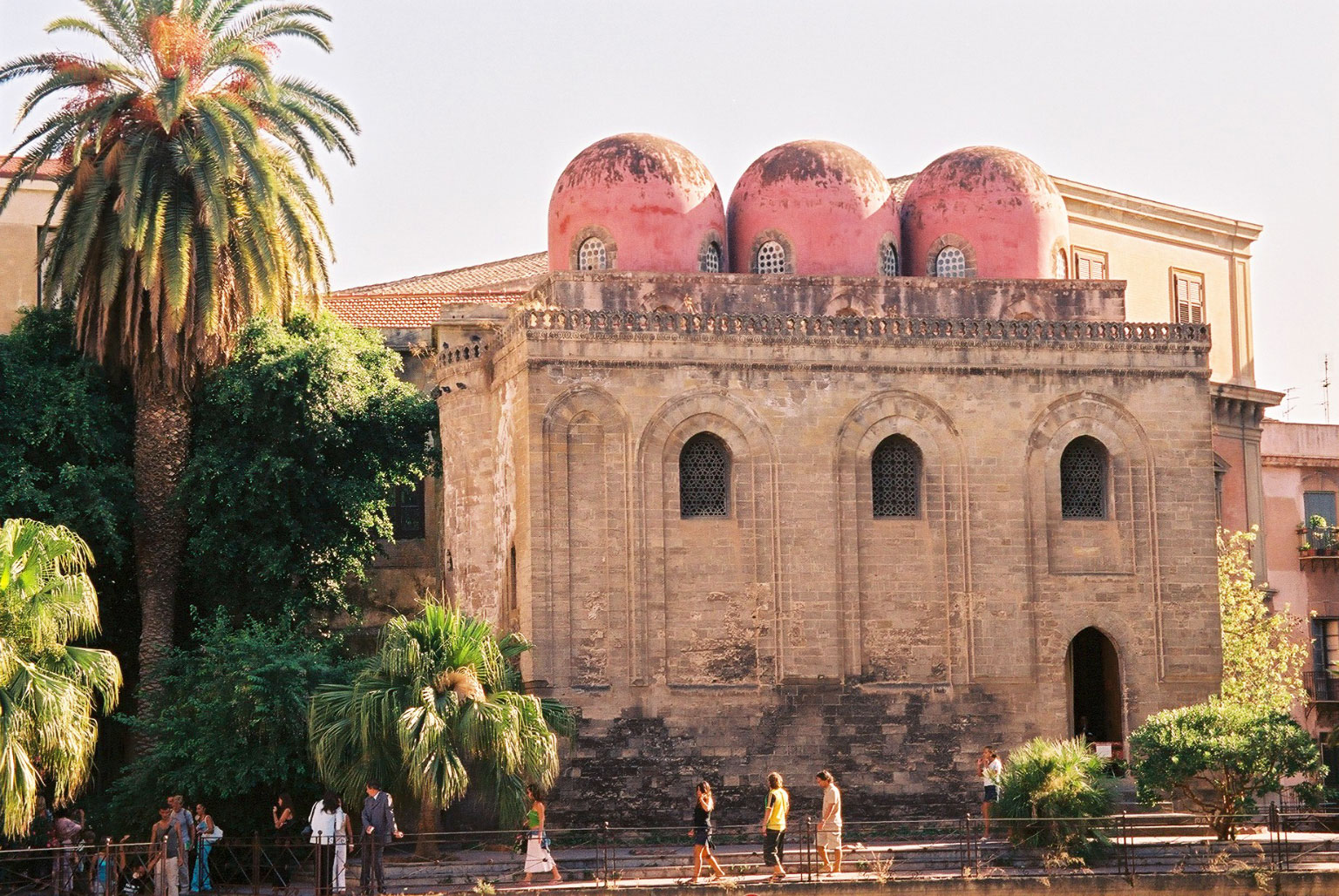
سن کاتالدو

در سال (۵۳۵) «بلیسار» از جانب بیزانس آن را به دست گرفت. سرانجام عرب‌ها در (۸۳۱) آن را متصرف کرده و در سال (۹۴۸) به‌عنوان پایتخت سیسیل تعیین نمودند. (۱۰۷۲) نورمان‌ها تحت فرماندهی اشتاوفر (فریدریش دوم) شهر را به‌تسخیر درآوردند. در دوران حاکمیت این شاه، پالرمو شکوفائی خود را آغاز نمود.

## معماری
بیشتر ساختمان‌های قدیمی شهر از زمان پادشاهی نرماندی به‌جای مانده‌اند و نمایشگر نفوذ عرب‌ها، بیزانس، نرماندی و اسپانیا هستند. از جمله این ساختمان‌ها می‌توان به کلیسای جامع (۱۱۶۹–۱۱۸۵)، کلیسای کوچک پالاتین (Palatine Chapel ۱۱۴۰) و کلیسای سن جیوانی دلی ارمیتی (San Giovanni degli Eremiti ۱۱۳۲) اشاره کرد.

## وسپر سیسیلی
در روز دوشنبه عید پاک سال (۱۲۸۲) برابر با سال (۶۸۰ قمری) مردم سیسیل علیه کارل یکم پادشاه آنجیو قیام کردند. این حادثه هنگام نماز مغرب (وسپر)* در کلیسای شهر پالرمو شروع شد و سرتاسر سیسیل را فراگرفت. قیام به‌شدت سرکوب شد و عده زیادی کشته و زخمی به‌جای گذاشت. این حادثه در تاریخ به نام «وسپر سیسیلی» معروف می‌باشد.

## شهرهای خواهر خوانده
پالرمو با شهرهای زیر خواهر خوانده‌است:
- پالرمو، کلمبیا
- چنگژو، چین
- میامی، آمریکا
- سانتیاگو د کوبا، کوبا
- کرمانشاه،ایران

## یادداشت
1. ^ نام کوهی است:Monte Pellegrino
2. ^ وسپر (Vesper/ Vespera) = نماز ماقبل آخر کلیسای کاتولیک که ساعت شش بعد از ظهر (غروب) برگزار می‌شود.